# Степково (Псковская область)
Степково — деревня в северной части Порховского района Псковской области. Входит в состав сельского поселения «Дубровенская волость».
Расположена в 39 км к северо-востоку от города Порхов и в 13 км к востоку от волостного центра, села Павы.
Численность населения деревни по состоянию на 2000 год составляла 14 жителей. На начало 2016 года в деревне нет постоянно проживающих жителей. Дома используются как дачи в летний период, летом в деревне проживает до 16 человек.
До 3 июня 2010 года деревня входила в состав ныне упразднённой Берёзовской волости.
С 2016 года деревня входит в состав Дубровенской волости в связи с упразднением Павской волости.

## Большой Пожар
14 апреля 2018 года в деревне произошёл пожар в результате которого полностью сгорели 9 домов. Пожар начался в дальнем конце деревни по неизвестной причине загорелось поле с сухой травой. В деревне осталось всего 6 домов. 5 в начале деревни (3 слева от дороги и 2 справа от дороги) и один дом в конце деревни с левой стороны от дороги.
Несколько часов (примерно 3-4 часа) 5 жителей соседних деревень (Генадий Михайлов и его сосед из деревни Береза, Сергей Федоров и Игорь из деревни Морицко, Николай Метелица из Порхова) боролись с огнем и пытались отстоять оставшиеся дома и замедлить распространение огня. Пожарные смогли доехать до деревни уже в тот момент когда силы у людей были полностью на исходе и уже опускались руки от безысходности и понимания что деревню спасти не удастся.

В октябре 2022 года в деревне Береза у магазина и на здании администрации (почты) были расклеены листовки примерно следующего содержания "Елочкин (Федоров) во время пьянки проболтался, что это он осуществил поджег деревни Степково".